# Marc Ribaud
Pour les articles homonymes, voir Ribaud.
Ne doit pas être confondu avec Marc Ribot ou Marc Riboud.
Marc Ribaud est un danseur, chorégraphe et maître de ballet français né à Nice le 5 juillet 1966.
Il étudie la danse à l'Académie Princesse Grâce de Monaco avec Marika Besobrasova et obtient en 1985 le Prix de Lausanne. L'année suivante, il est engagé au Ballet de l'Opéra de Bonn dirigé par Peter Van Dijk.
Engagé comme soliste aux Ballets de Bâle puis de Düsseldorf, il est nommé, en 1997, directeur de la danse du ballet de l'Opéra de Nice.
Depuis 2008, il dirige le Ballet royal suédois.